# Битка код Фонтноа
Битка код Фонтноа одиграла се 25. јуна 841. године између војске Лотара I са једне и војски Карла Ћелавог и Луја II са друге стране. Битка је део Каролиншког грађанског рата и завршена је победом Луја и Карла.

## Битка
Фонтноа је место у француском департману Јон, јужно од Осера. Код Фонтена су Карло Ћелави и Луј Други тукли војску Лотара који је био законити наследник Луја Побожног, сина Карла Великог. Лотар је бранио јединство великог царства. Последица битке код Фонтноа је подела Карловог царства на три дела Верденским споразумом. Битка код Фонтноа је решена после трочасовног судара тешких коњаника.